# Москаленки (Обухівський район)
Москаленки́ — село в Україні, у Обухівському районі Київської області. Населення становить 458 осіб.
Дерев'яна церква св. Миколая була побудована в 1779 р. старанням прихожан, а в 1818 р. старанням священника Андрія Романовича Пахаловича підмурована каменем; в 1827 р. вкрита залізом. Клірові відомості, метричні книги, сповідні розписи церкви св. Миколая с. Москаленки (приписне прис. Шелестуха) Богуславського, з 1846 р. Вільховецької волості Канівського пов. Київської губ.

## Відомі уродженці
- Глушко Сильвестр Васильович (2 січня 1896–1964) — український історик школи Михайла Грушевського.
- Гулак-Артемовський Яків Петрович (1861—1939) — український краєзнавець, музичний у громадський діяч.
- Ромоданов Петро Дмитрович (1875—1938) — український церковний діяч, єпископ Української автокефальної православної церкви (1923—1928).